# FC M4c-500
De FC M4c 500 is een tweedelig dieselelektrisch treinstel met tandradaandrijving, voor het regionaal personenvervoer van de Zuid-Italiaanse spoorwegmaatschappij Ferrovie della Calabria (FC).

## Geschiedenis
De Ferrovie della Calabria bestelde eind 2007 bij Stadler Rail vijf treinstellen en een optie van eens tien stuks. De roll-out van dit type treinstel vond plaats op 12 december 2009 in het Zwitserse Bussnang, de vestigingsplaats van Stadler Rail. Een maand later begonnen de testritten.

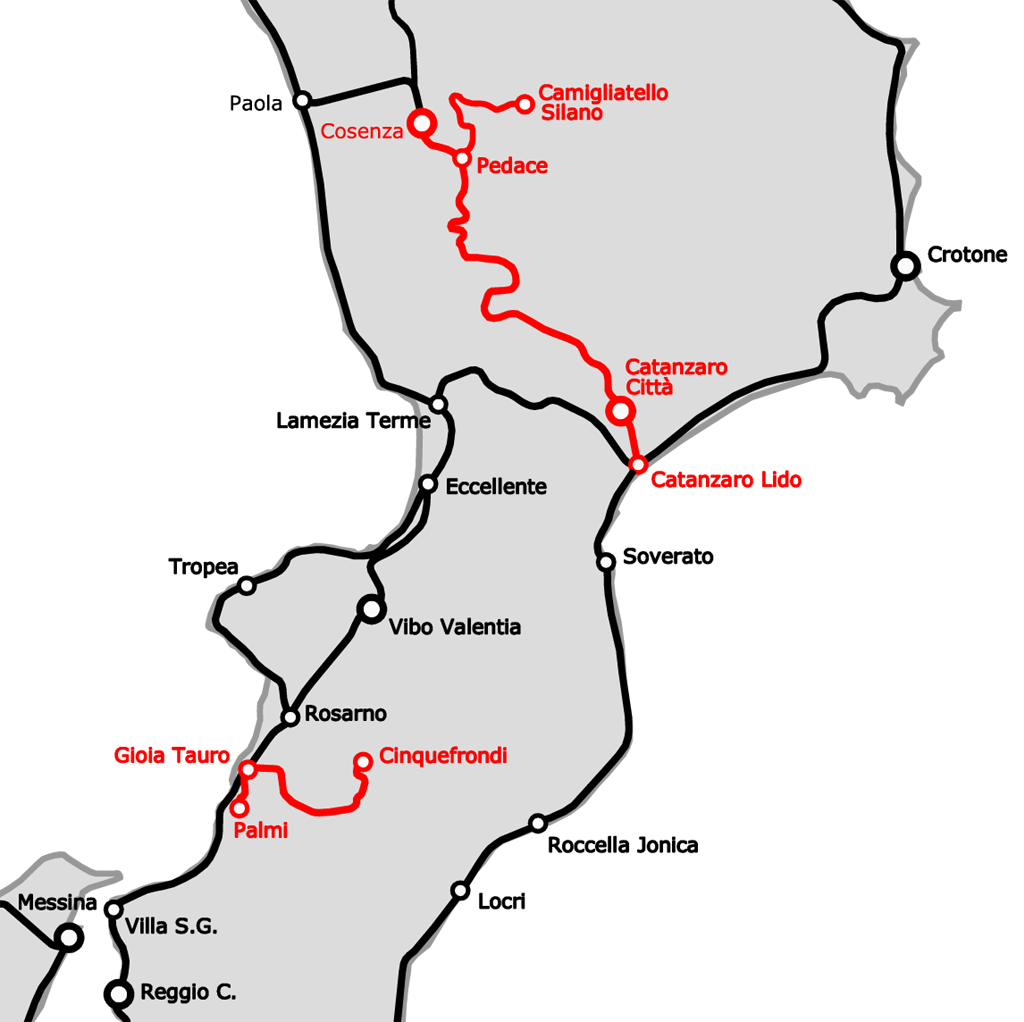

## Constructie en techniek
Het treinstel is opgebouwd uit een aluminium frame met een frontdeel van GVK. Het treinstel heeft een lagevloerdeel en is uitgerust met luchtvering. De twee Cummens QSX15 6-cilinder Euro 3A dieselmotoren drijven elk een dynamo met twee elektromotoren aan. Deze treinstellen kunnen tot twee stuks gecombineerd rijden. De draaistellen voor aandrijving zijn ook voorzien van een tandrad van het systeem Strub.

## Treindiensten
De treinen worden door de Ferrovie della Calabria ingezet op de lijn:
- Catanzaro-Città - Cosenza
- Cosenza - Camigliatello

Tandrad traject:
- Catenzarro-Lido - Catanzaro-Città

## Foto's

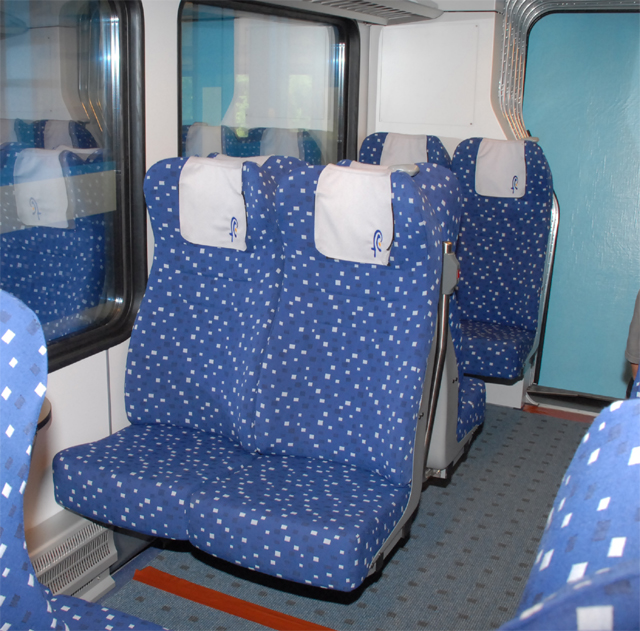
Interieur van het treinstel
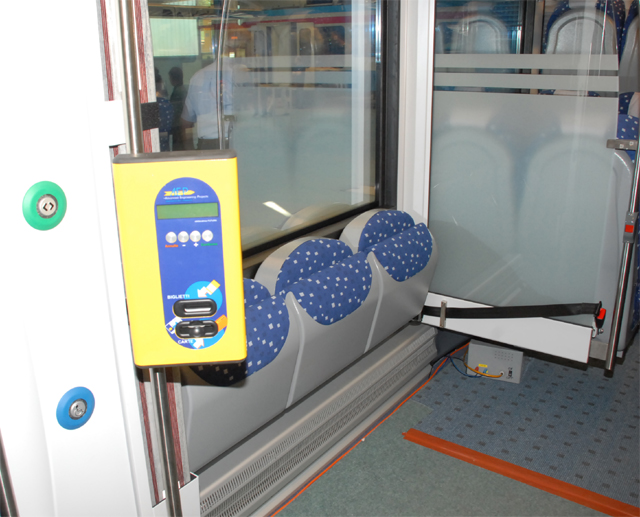
Klapzitting
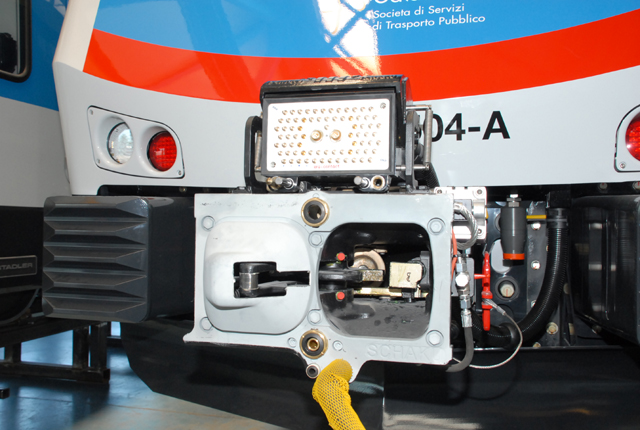
Scharfenbergkoppeling
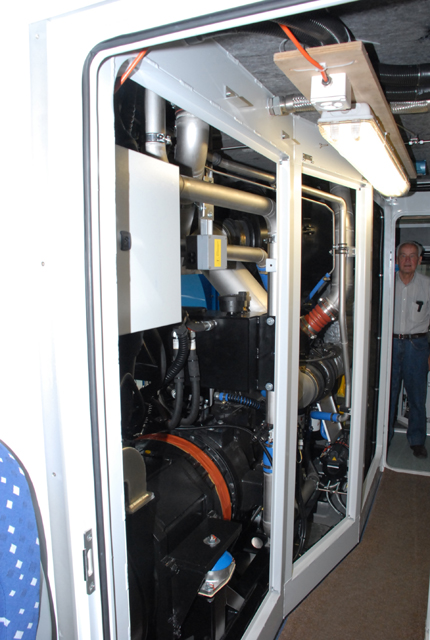
Motorruimte